# Tempelhofer Feld

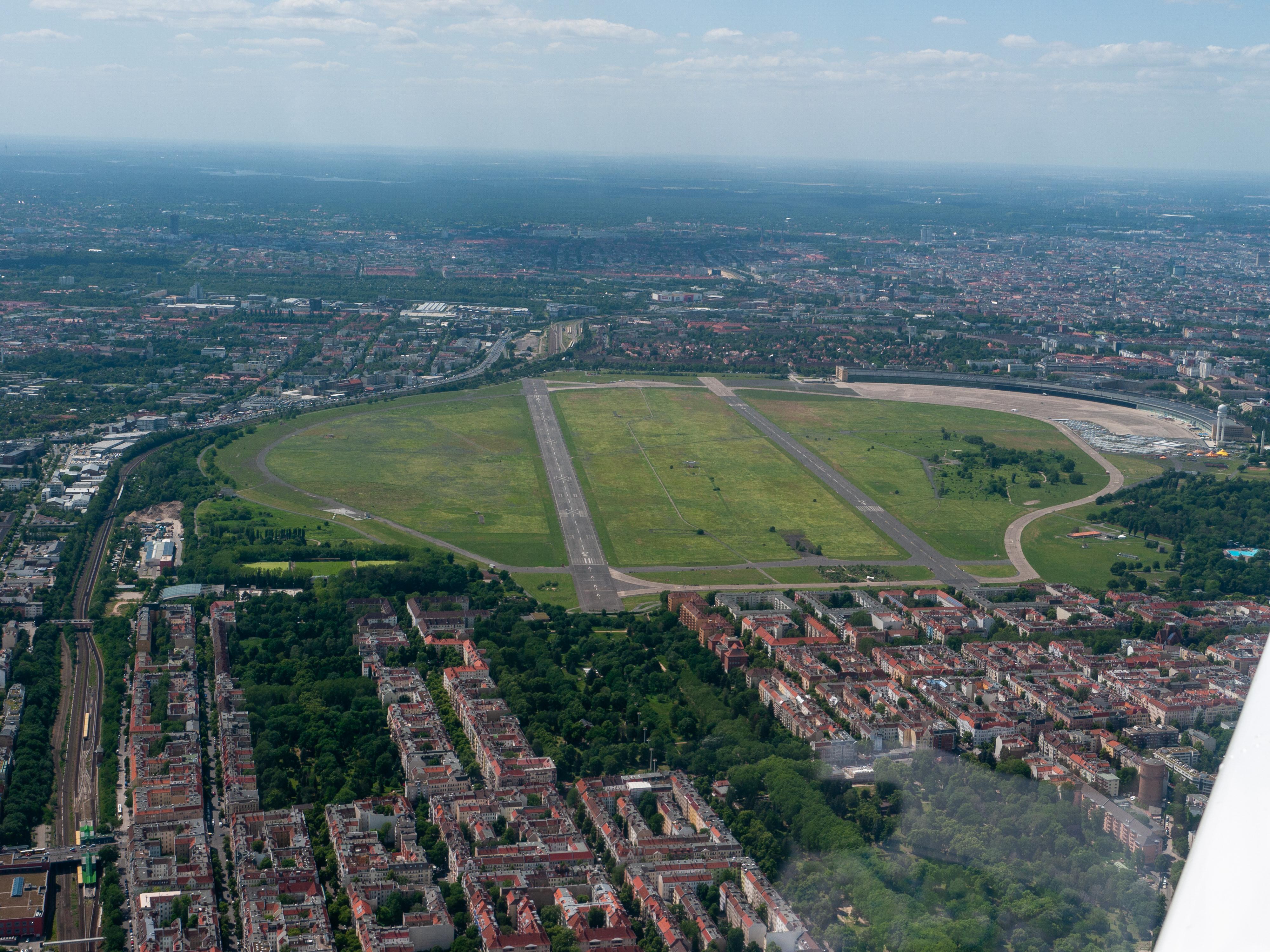
Luftaufnahme des Tempelhofer Feldes, 2019

Das Tempelhofer Feld ist seit 2008 ein als Park und Freizeitfläche genutztes Gelände in Berlin. Das über 350 Hektar große Feld umfasst die unbebaute Fläche zwischen dem Volkspark Hasenheide und der Ringbahn. Es liegt auf der Hochfläche des Teltow südlich des Berliner Zentrums.
Zu dem Feld gehören einige ehemalige Anlagen des Flughafens Tempelhof. Historisch es ist eng verbunden mit der deutschen Militärgeschichte, Luftfahrtgeschichte und Sportgeschichte.

## Ackerland und militärische Nutzung (1700–1900)

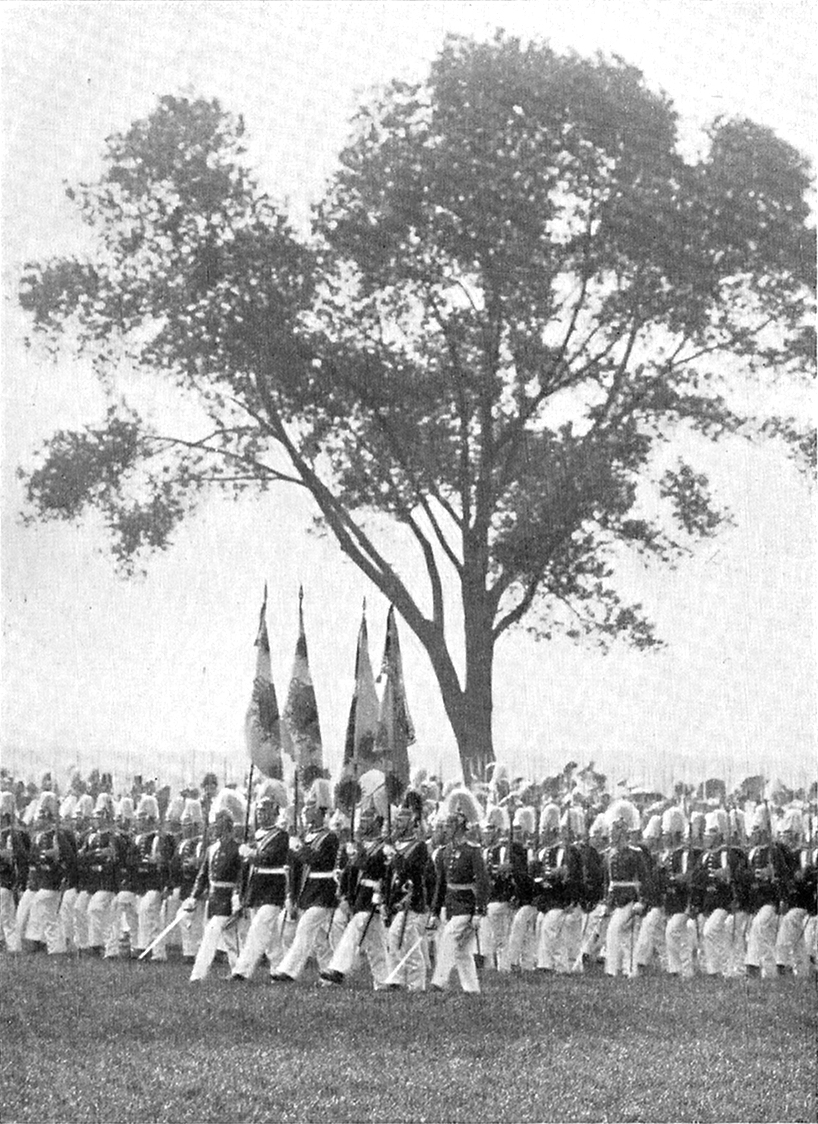
Die Pappel stand seit der Zeit Friedrichs des Großen auf dem Tempelhofer Feld. Hier zieht das 3. Garde-Regiment zu Fuß an ihr vorbei.

Das zwischen den Orten Schöneberg und Tempelhof gelegene Feld, damals auch Großes Feld genannt, wurde bis zum 18. Jahrhundert von Schöneberger Bauern als Ackerfläche genutzt.
Unter Friedrich Wilhelm I. wurde es ab 1722 auch als militärischer Parade- und Exerzierplatz sowie als Manövergelände der preußischen Armee verwendet. Am 2. August 1881 war der hawaiische König Kalākaua Gast einer Parade. Die Funktion als Paradeplatz erhielt sich bis zum Frühjahr 1914. Kennzeichnend war dabei insbesondere die kaiserliche Paradepappel, an der Wilhelm II. die Parade abnahm. 1828 kaufte das Militär das Areal auf. Der westliche Teil wurde 1830 an den Verein für Pferdezucht und Pferdesport verpachtet, der eine Pferderennbahn anlegen ließ, die bei den Berlinern sehr beliebt war. Bereits 1841 musste sie der Anhalter Eisenbahn weichen.

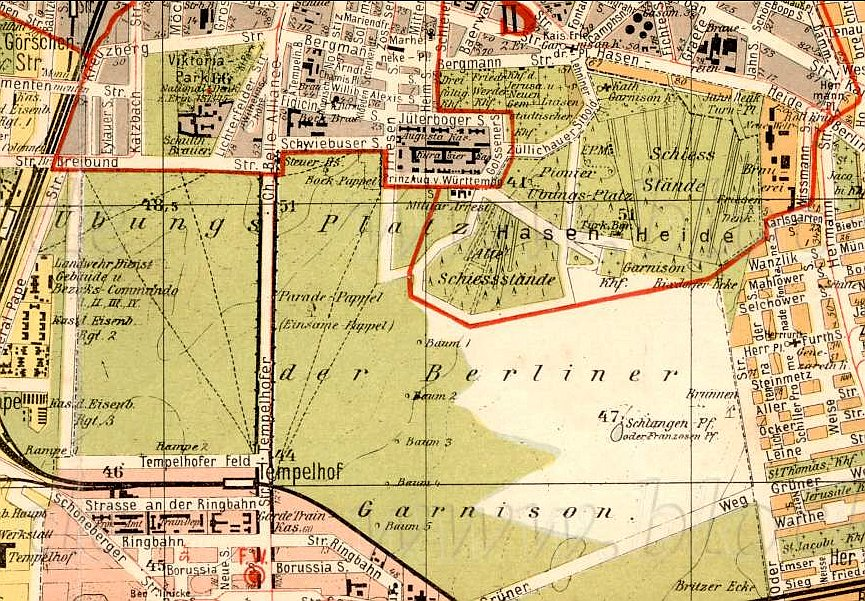
Karte für Berlin und seine Vororte, 1907

Westlich der Bahnstrecke wurden nach dem Deutsch-Französischen Krieg von 1870/1871 die Kaserne und ein Verladebahnhof für das neu aufgestellte Preußische Eisenbahn-Bataillon, dem späteren Eisenbahn-Regiment Nr. 1, errichtet, das hier auch einen Übungsplatz erhielt. Parallel zur Bahnstrecke Berlin–Dresden der Berlin-Dresdener Eisenbahn-Gesellschaft wurde bis 1875 eine Militäreisenbahn nach Zossen gebaut, die später bis Jüterbog verlängert wurde. Bald entstanden auch östlich der Bahn ausgedehnte Kasernenanlagen für das Eisenbahn-Regiment, welches 1890 zur Eisenbahn-Brigade aufgestockt wurde und 1893 um das 3. Regiment erweitert wurde. Schon 1885 war hier die ein Jahr zuvor gegründete Luftschiffer-Abteilung untergebracht worden. 1895–1898 kamen die Dienstgebäude der Landwehrinspektion hinzu.

## Sportgeschichte (1880-Gegenwart)
Auf dem unbebaut gebliebenen Gelände des Tempelhofer Feldes befand sich der Badesee Schlangenpfuhl. Außerdem nutzten die Berliner das Feld zu Naherholung, Picknick und Sport. Der erste Berliner Fußballverein, der BFC Frankfurt 1885, trug hier ebenso seine Heimspiele aus wie der deutsche Fußballmeister von 1905, Union 92 Berlin. Auch der älteste noch existierende Fußballverein Deutschlands, der BFC Germania 1888, bestritt auf dem Tempelhofer Feld die ersten Spiele. Außerdem nutzte der Berliner Cricket Club das Feld für Cricketspiele.

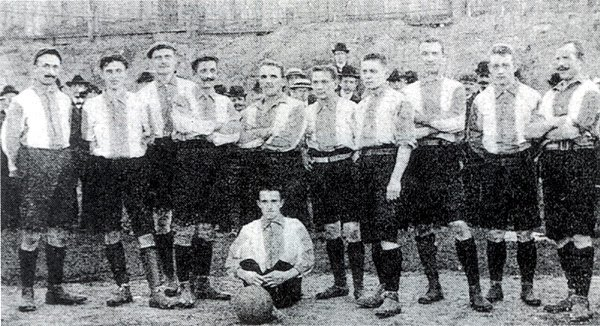
Union 92 Berlin, Deutscher Meister 1905

Anfänglich existierten keine festen Sportanlagen, sondern es wurden auf den großen Freiflächen nach Belieben Spielfelder markiert. Für 1912 sind 32 Spielfelder bekannt, die in der Sommerpause per Los verteilt wurden. 1924 wurde an der Ostseite des Tempelhofer Damms ein Sportplatz errichtet, der vom BFC Preussen genutzt wurde. Er bot bis zu 40.000 Zuschauern Platz und war seinerzeit eine der wichtigsten Berliner Fußball-Spielstätten. Auf der Preussen-Stadion bzw. Preussen-Platz genannten Anlage fanden unter anderem mehrere Endrundenspiele zur deutschen Fußballmeisterschaft statt, darunter im Mai 1933 das Halbfinalspiel zwischen Fortuna Düsseldorf und Eintracht Frankfurt. Die Sportanlage wurde 1936 für den Bau des neuen Zentralflughafens abgerissen.
Am östlichen Rand des Tempelhofer Feldes wurde 1930 ein großer Sportpark mit zahlreichen Sportplätzen errichtet. Ein großer Teil dieses Sportparks musste später dem Ausbau des Zentralflughafens weichen. Die verbliebenen Anlagen bilden heute den Werner-Seelenbinder-Sportpark.
Seit 2015 startet jährlich auf einer temporären Rennstrecke auf dem Vorfeld des alten Flughafengebäudes ein Lauf der FIA-Formel-E-Weltmeisterschaft, einer offiziellen Weltmeisterschaft mit elektrisch angetriebenen Fahrzeugen und mehreren zehntausend Zuschauern.
Am Columbiadamm befinden sich seit 1947 ein Baseball- und ein Softballplatz, die seit 2019 unter dem Namen Gail-S.-Halverson-Park bekannt sind, dazu haben sich im letzten Jahrzehnt noch Beachvolleyballplätze, ein Squash-Court sowie Basketballplätze, gesponsert von Nike, dazugesellt. Im Rahmen einer Erweiterung von Flüchtlingsunterkünften plant der Berliner Senat derzeit den Abbruch der historischen Baseballplätze und weiterer Sportanlagen.

## Bebauungen (1910–1940)

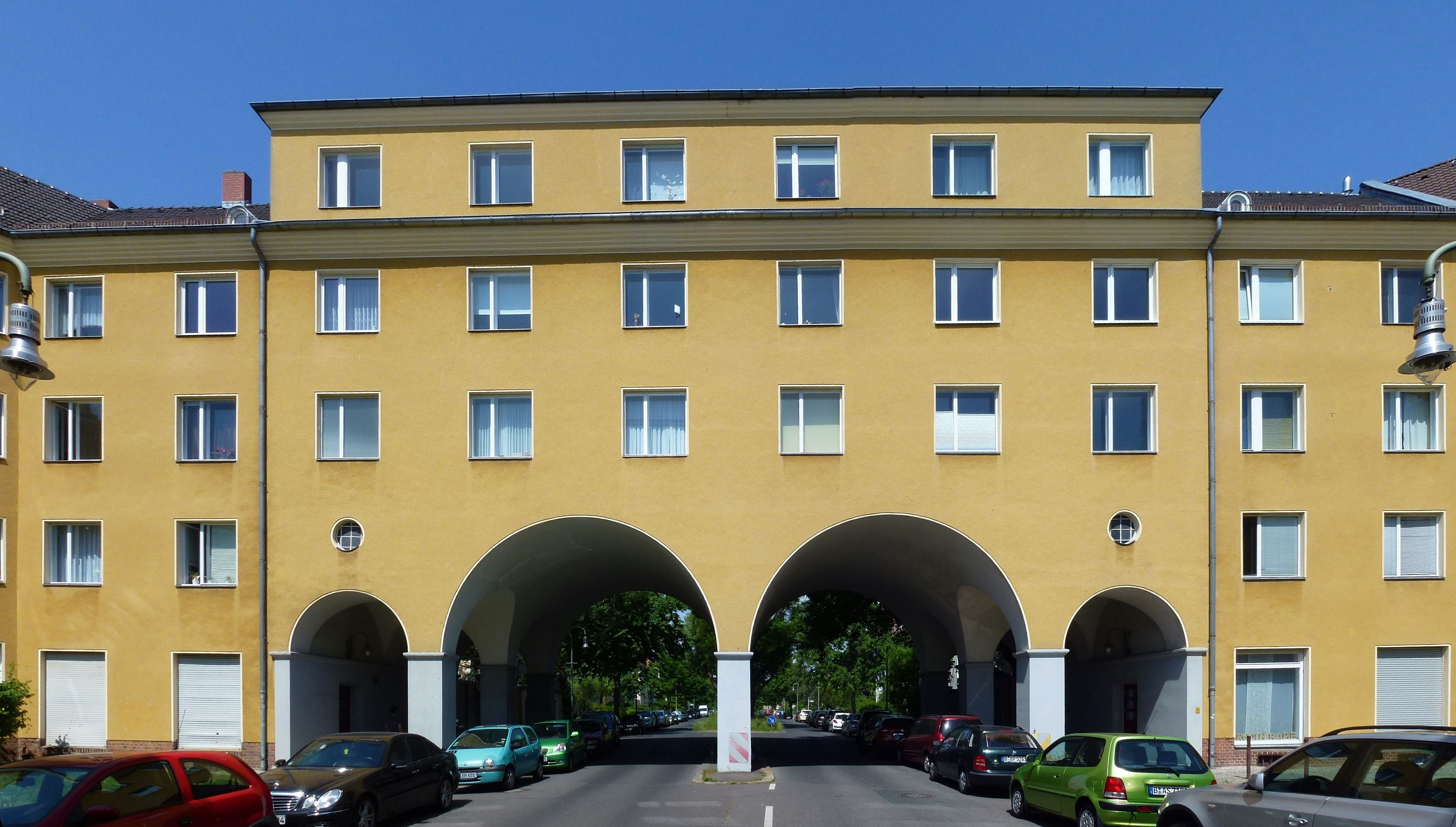
Gartenstadt aus den 1920er Jahren an der Manfred-von-Richthofen-Straße

Am 31. August 1910 kaufte die Gemeinde Tempelhof dem Militär das Gelände für 72 Millionen Mark ab und gab den westlich des Tempelhofer Damms gelegenen Teil zur Bebauung frei. Um das Vorhaben zu finanzieren, entstand die Tempelhofer Feld Aktiengesellschaft, eine Investorengruppe aus Deutscher Bank und dem Bauunternehmer Georg Haberland. Nach einem Entwurf von Hermann Jansen und Bruno Möhring sollte eine dichte fünfgeschossige Bebauung entstehen. Nach diesen Plänen wurden bis 1914 lediglich 60 Wohnhäuser, vor allem am heutigen Platz der Luftbrücke, gebaut. Dann stoppte der Erste Weltkrieg das Vorhaben. Nach 1920 wurde von Fritz Bräuning eine neue Planung umgesetzt. Es blieb eine hohe Blockrandbebauung. Im Inneren dieses Gebietes, auch als Gartenstadt Neu-Tempelhof bezeichnet, entstand eine aufgelockerte Siedlung mit Doppel- und Reihenhäusern und viel Grün. Mit der Wohnbebauung entstanden auch die Kirche auf dem Tempelhofer Feld (Rundkirche), das St. Joseph Krankenhaus Berlin-Tempelhof und ein Neubau für das Askanische Gymnasium, das zuvor in Kreuzberg ansässig gewesen war. 1936 wurden die Straßen nach bekannten Fliegern des Ersten Weltkriegs wie Oswald Boelcke, Manfred von Richthofen und Werner Voß umbenannt.
Etwa zeitgleich mit der Neubebauung des Westteils wurde ab 1921 im Rahmen des „Notstandprogramms gegen die Arbeitslosigkeit“ der 30 Hektar große Volkspark Tempelhof an der Columbiastraße angelegt (auf späteren Stadtplänen auch Volkspark Neukölln), mit großer Liegewiese und einer Rodelbahn. Dieser musste aber schon Mitte der 1930er Jahre der Erweiterung des Flughafens weichen.
Bereits 1896 war an der Prinz-August-von-Württemberg-Straße, dem heutigen Columbiadamm, eine Militär-Arrest-Anstalt errichtet worden. Von 1918 bis Ende der 1920er Jahre wurde sie als Polizeigefängnis genutzt. Ab 1933 war hier zuerst ein Gefangenenlager der SS und der Gestapo und von 1934 bis 1936 ein reguläres Konzentrationslager, das KZ Columbia.

## Luftfahrtgeschichte (1870–2008)
Auf dem Tempelhofer Feld wurde bereits in den 1880er Jahren Luftfahrtgeschichte geschrieben. Das vom alten Ostbahnhof hierher verlegte Ballon-Versuchsdetachement, ab Mai 1886 offiziell Luftschiffer-Abtheilung genannt, ließ hier ab 1885 seinen Ballon Barbara aufsteigen. 1886 machte Hugo vom Hagen aus dessen Korb die ältesten bekannten deutschen Luftbildaufnahmen. Als der Deutsche Verein zur Förderung der Luftschifffahrt von 1888 bis 1899 seine vom Meteorologen Richard Aßmann initiierten sogenannten Berliner wissenschaftlichen Luftfahrten durchführte, starteten diese Ballonfahrten überwiegend entweder auf dem Gelände der Luftschiffer-Abteilung oder neben der Schöneberger Englischen Gasanstalt am nordwestlichen Rand des Tempelhofer Feldes.

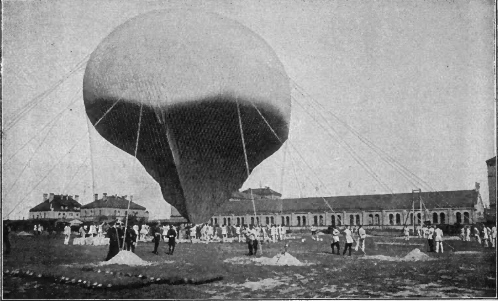
Ballon Preussen vor dem Aufstieg am 31. Juli 1901

Das Tempelhofer Feld war in den 1890er Jahren der Ort, wo Erfinder dem preußischen Militär ihre Flugobjekte vorführten, um finanzielle Unterstützung zu erhalten. 1897 endeten zwei dieser Vorführungen tragisch. Friedrich Hermann Wölfert, dessen Luftschiff bereits 1888 eine Strecke von zehn Kilometern von Cannstatt nach Aldingen zurückgelegt hatte, war der erste, der einen Benzinmotor zum Antrieb verwendete. Am 12. Juni 1897 demonstrierte er sein Luftschiff Deutschland über dem Tempelhofer Feld. Der heiße Motor entzündete jedoch den als Traggas benutzten Wasserstoff. Das in Flammen stehende Luftschiff stürzte ab. Wölfert und sein Assistent Robert Knabe starben. Einige Monate später, am 3. November 1897, fand auf dem Tempelhofer Feld der weltweit erste Flug eines Starrluftschiffs statt. Das Ganzmetallluftschiff aus Aluminium ging auf den Erfinder David Schwarz zurück. Das Luftschiff stellte sich als gut lenkbar heraus und stieg auf eine Höhe von über 400 Metern. Durch einen Antriebsschaden wurde es jedoch manövrierunfähig und ging bei der Notlandung zu Bruch.
Einige Monate vor dem Umzug der Luftschiffer-Abteilung in die Jungfernheide schrieb das Tempelhofer Feld noch einmal Luftfahrtgeschichte. Das aeronautische Observatorium Tegel war durch Schenkung in den Besitz des Ballons Preussen gekommen, der mit einem Fassungsvermögen von 8400 m³ Gas einer der größten seiner Zeit war. Zur Überprüfung ihrer Messinstrumente wollten die Meteorologen Arthur Berson und Reinhard Süring in möglichst große Höhen vordringen. Mit Unterstützung der Luftschiffer-Abteilung – allein 96 Soldaten hielten den Ballon an 48 Seilen – hob der Preussen am 31. Juli 1901 kurz vor 11 Uhr ab. Auf der dramatischen Fahrt, die beide Aeronauten zeitweise ohnmächtig werden ließ, erreichten sie im offenen Korb eine Höhe von 10,8 Kilometern. Dieser Weltrekord hatte 30 Jahre Bestand. Aus wissenschaftlicher Sicht war der Aufstieg von Bedeutung für die Entdeckung der Stratosphäre im Jahr 1902.
Der erste Motorflug auf dem Tempelhofer Feld fand bereits 1909 statt. Am 28. Januar begann der Franzose Armand Zipfel (1883–1954) hier mit seinen öffentlichen Vorführungen. Er flog auf Einladung des Berliner Lokal-Anzeigers unter großem öffentlichen Interesse bis Mitte Februar 1909 mit seinem Voisin-Doppeldecker. Mit dem LZ 6 landete anlässlich seiner Kaiserfahrt am 29. August 1909 erstmals ein Zeppelin in Berlin auf dem Tempelhofer Feld. Wenige Tage später, vom 4. bis 20. September 1909, stellte Orville Wright auf dem Feld bei Demonstrationsflügen neue Rekorde auf; unter anderem einen Höhenweltrekord mit 172 Metern und einen Passagierflug von 1:35 Stunden Dauer. Am 27. September 1909 führte Hubert Latham (1883–1912) den ersten Überlandflug über einer Stadt vom Tempelhofer Feld über Rixdorf und Britz zum Flugplatz Johannisthal durch.

### Flughafen Berlin-Tempelhof (1923–2008)

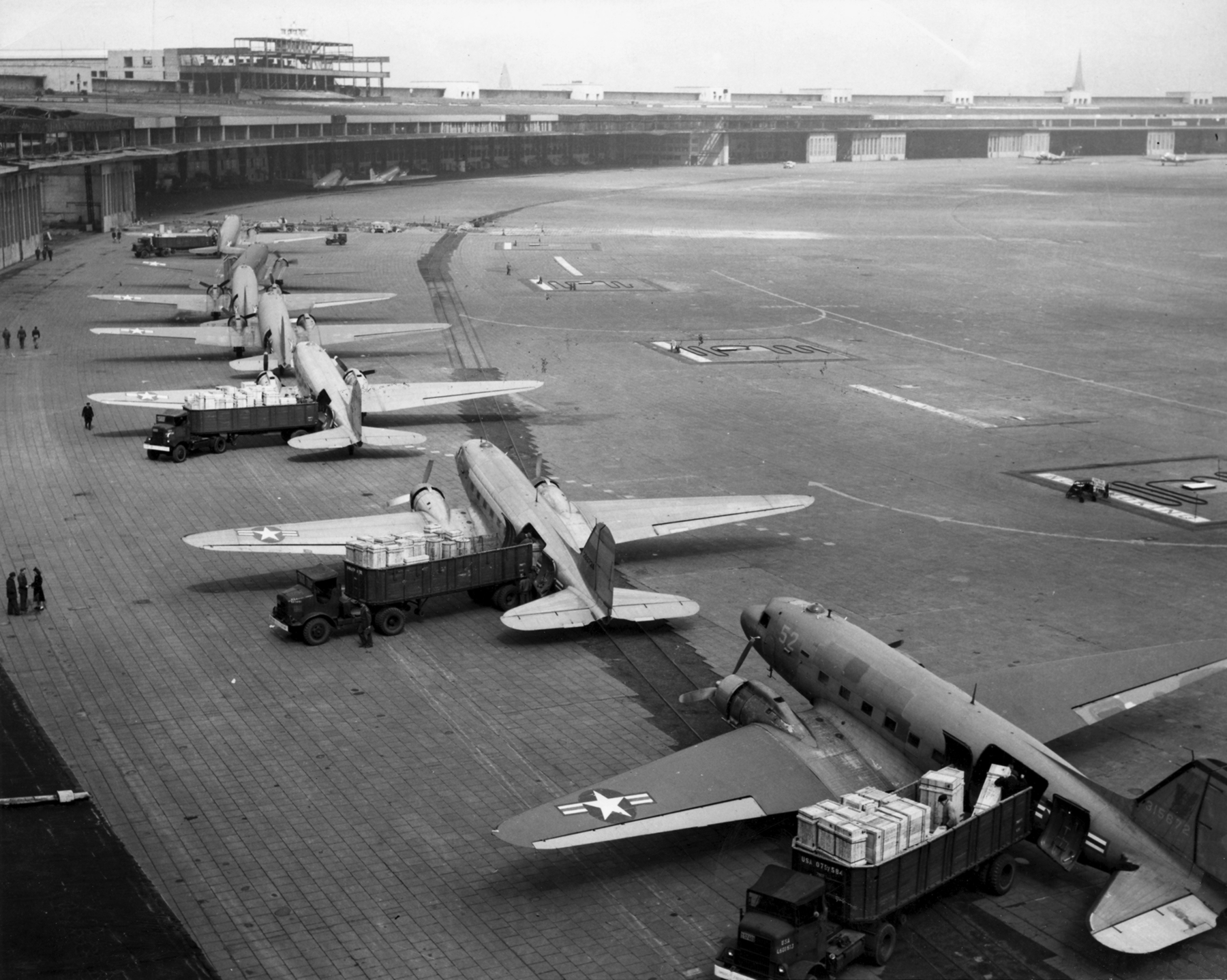
C-47 Transportflugzeuge auf dem Flughafen Tempelhof, 1948

Die Geschichte des Flughafens Tempelhof begann 1922, als auf Betreiben des Stadtbaurats Leonhard Adler und auf Kosten der Firmen Junkers und Aero Lloyd am Nordrand des Tempelhofer Felds ein Stück Land planiert wurde. Bereits 1923 wurden insgesamt 100 Starts und Landungen mit 150 Passagieren und 1300 kg Fracht durchgeführt. Am 19. Mai 1924 wurde die Berliner Flughafen-Gesellschaft mbH gegründet, die den weiteren Ausbau des Flughafens betrieb. In zwei Bauabschnitten wurde der Flughafen bis 1928 fertiggestellt, erwies sich aber schon damals als zu klein. 1934 wurde durch den Architekten Ernst Sagebiel eine Erweiterung geplant. Von 1936 bis 1941 entstand das neue Flughafengebäude.
Das Flughafengebäude wurde spätestens ab 1940 ausschließlich von der Rüstungsindustrie benutzt, unter anderem zur Montage und Wartung von Sturzkampfflugzeugen des Typs Ju 87. Tausende Zwangsarbeiter beiderlei Geschlechts aus ganz Europa wurden deswegen hierher verschleppt. Ihre Lager und Unterkünfte befanden sich auf dem gesamten Feld.
Nach dem Ende des Zweiten Weltkriegs wurde der Flugbetrieb im August 1945 wieder aufgenommen. Besondere Bedeutung erlangte der Flughafen während der Berlin-Blockade von 1948 bis 1949. Die Versorgungsflugzeuge landeten teilweise im 90-Sekunden-Takt. 1970 wurde der Flughafen nach dem Bau des Flughafens Tegel zunächst für den zivilen Luftverkehr geschlossen, 1985 aber wieder geöffnet. Aufgrund des Baus des Großflughafens Berlin Brandenburg International (BBI) wurde der gesamte Flugbetrieb 2008 endgültig eingestellt.

## Tempelhofer Feld (2008-Gegenwart)
Die Berliner CDU und FDP initiierten ein Volksbegehren gegen die Einstellung des Flugbetriebs. Das Volksbegehren scheiterte im Volksentscheid am 27. April 2008 an dem erforderlichen Zustimmungsquorum von mindestens 25 Prozent.

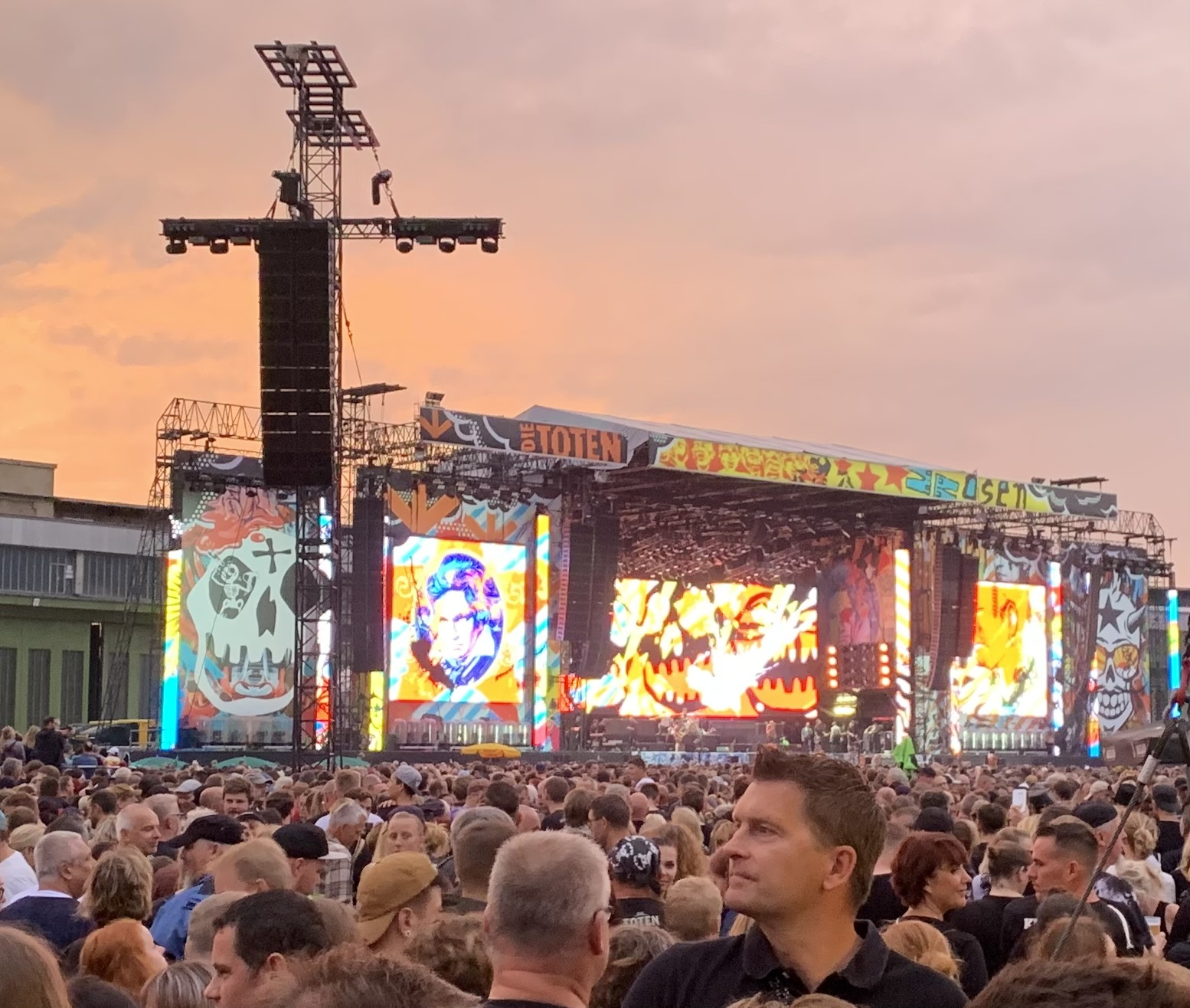
Konzert auf dem Tempelhofer Feld, 2022

Das nach der Schließung des Flughafens kurzzeitig Tempelhofer Freiheit und Tempelhofer Park genannte ehemalige Areal heißt inzwischen offiziell Tempelhofer Feld. Es ist ein 355 Hektar großes Erholungsgebiet in den Berliner Ortsteilen Neukölln und Tempelhof und liegt auf der bereits früher Tempelhofer Feld genannten Ebene auf der Teltowhochfläche. Diese Freizeitfläche ist damit die größte innerstädtische Freifläche der Welt, zugleich Berlins größter Stadtpark und Teil des Projekts, das die Gebäude sowie das Vorfeld des ehemaligen Flughafens umfasst.
Der Park ist jeweils von Sonnenaufgang bis Sonnenuntergang zugänglich und kann über zehn Eingänge betreten werden. Sechs davon befinden sich am östlichen Ende der Landebahnen und liegen an der Neuköllner Oderstraße, sowie jeweils einer am Bahnhof Tempelhof, in Höhe des U-Bahnhofs Paradestraße am Tempelhofer Damm sowie am Columbiadamm in Höhe des 1866 angelegten islamischen Friedhofs mit der Şehitlik-Moschee und der Golßener Straße.
Mit dem Betrieb des Parks ist die Grün Berlin GmbH von der Senatsverwaltung beauftragt.

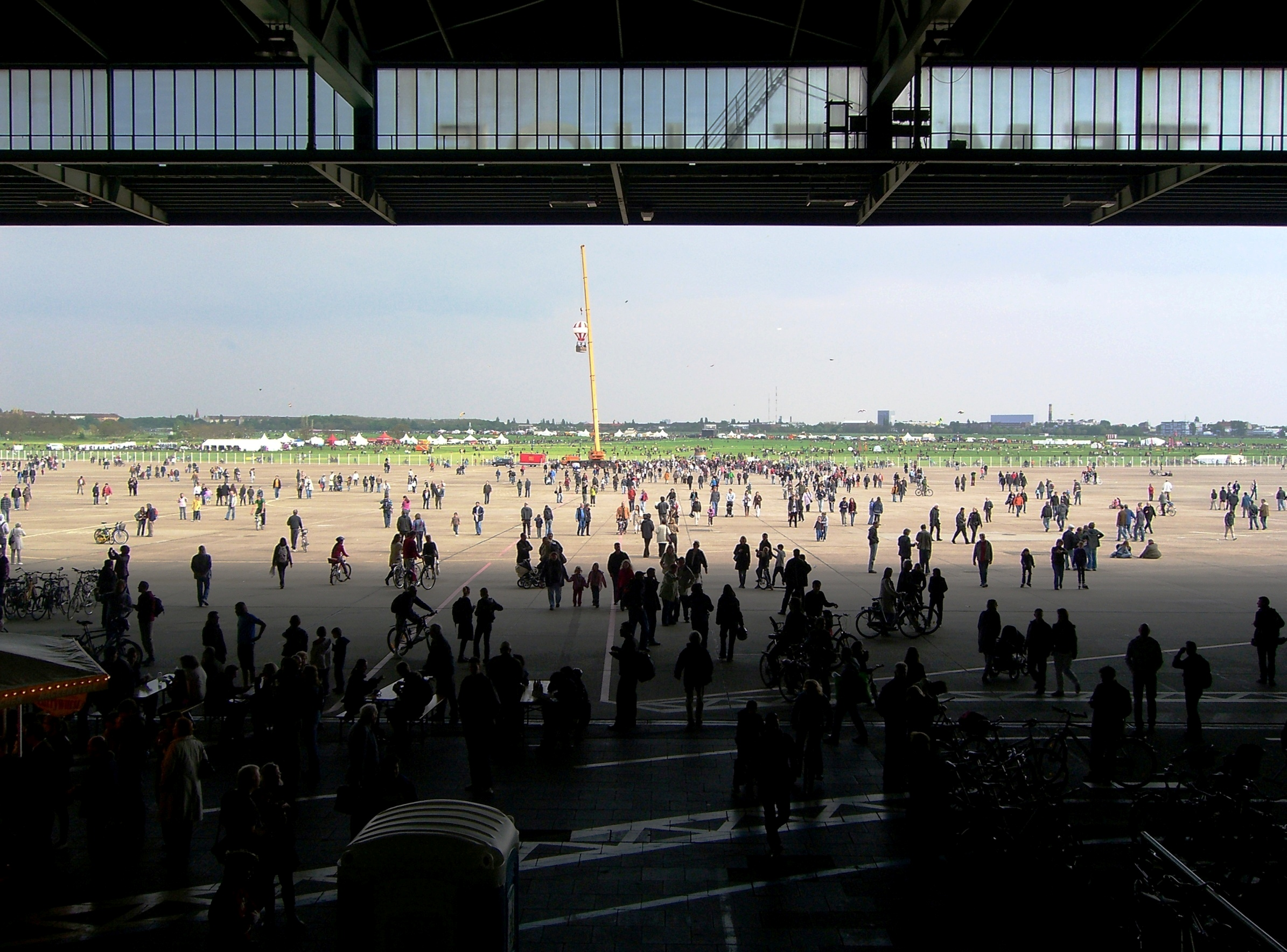
Öffnung des Tempelhofer Parks im Mai 2010

### Eröffnung
Der Park wurde am 8. Mai 2010 eröffnet. Am ersten Wochenende wurde er von rund 235.000 Besuchern frequentiert. Wegen einer Demonstration, die sich gegen seine regelmäßige Schließung nach Sonnenuntergang und gegen den Verkauf von Grundstücken auf dem Gelände richtete, wurden zeitweise die Eingänge an der Oderstraße und am Columbiadamm vom Sicherheitsdienst geschlossen.

### Pionierprojekte
Die Tempelhof Projekt GmbH rief zur Bespielung des Tempelhofer Feldes durch verschiedene Initiativen auf. In der ersten Phase des Verfahrens bewarben sich 138 Projekte, von denen 19 im September 2010 als „Raumpioniere“ ausgewählt wurden. Den Raumpionieren stehen an drei Standorten (Pionierfeld Oderstraße: Neuköllner Nachbarschaften, Pionierfeld Columbiadamm: Kombinierte Sport- und Kulturnutzung, Pionierfeld Tempelhofer Damm: Wissen schafft Kultur) Flächen von insgesamt acht Hektar zur Verfügung (Stand: September 2010). Im September 2015 bestanden noch 17 Pionierprojekte, u. a. der Allmende-Kontor (Pionierfeld Oderstraße, Gemeinschaftsgarten), nuture Mini Art Golf (Pionierfeld Columbiadamm, 18 Künstler gestalten interaktive Kunstwerke als Minigolfbahnen) und den Stadtteilgarten Schillerkiez (Pionierfeld Oderstraße).

### Nutzung
Das Areal hat gegenwärtig eine sechs Kilometer Fahrrad-, Skate- und Joggingstrecke, zweieinhalb Hektar Grillfläche, eine rund vier Hektar große Hundewiese sowie einen Picknick-Bereich. Auf dem Tempelhofer Feld werden jährlich Konzerte, Sportveranstaltungen, Unterhaltungsprogramme und Festivals abgehalten (Stand: 2025).

### Grundwasser
Auf dem Gelände des „Alten Hafens“, im zentralen, nördlichen Teil des ehemaligen Flughafens Tempelhof, wurde bei von 2003 bis 2018 durchgeführten Untersuchungen eine Grundwasserkontamination mit BTEX festgestellt. Diese ist auf den Umgang mit Flugbenzin (Tankanlagen und Tanklager) während der Betriebszeit des „Alten Hafens“ von 1923 bis 1945 zurückzuführen. PFC sind in Konzentrationen von max. etwa 60 μg/l im Grundwasser enthalten. Ursache ist die Lage des Sanierungsbereichs „Alter Hafen“ ab- bzw. nebenstromig eines ehemaligen Feuerlöschübungsgeländes.
2021 begann in den betroffenen Bereichen eine Grundwassersanierung.

## Planungen

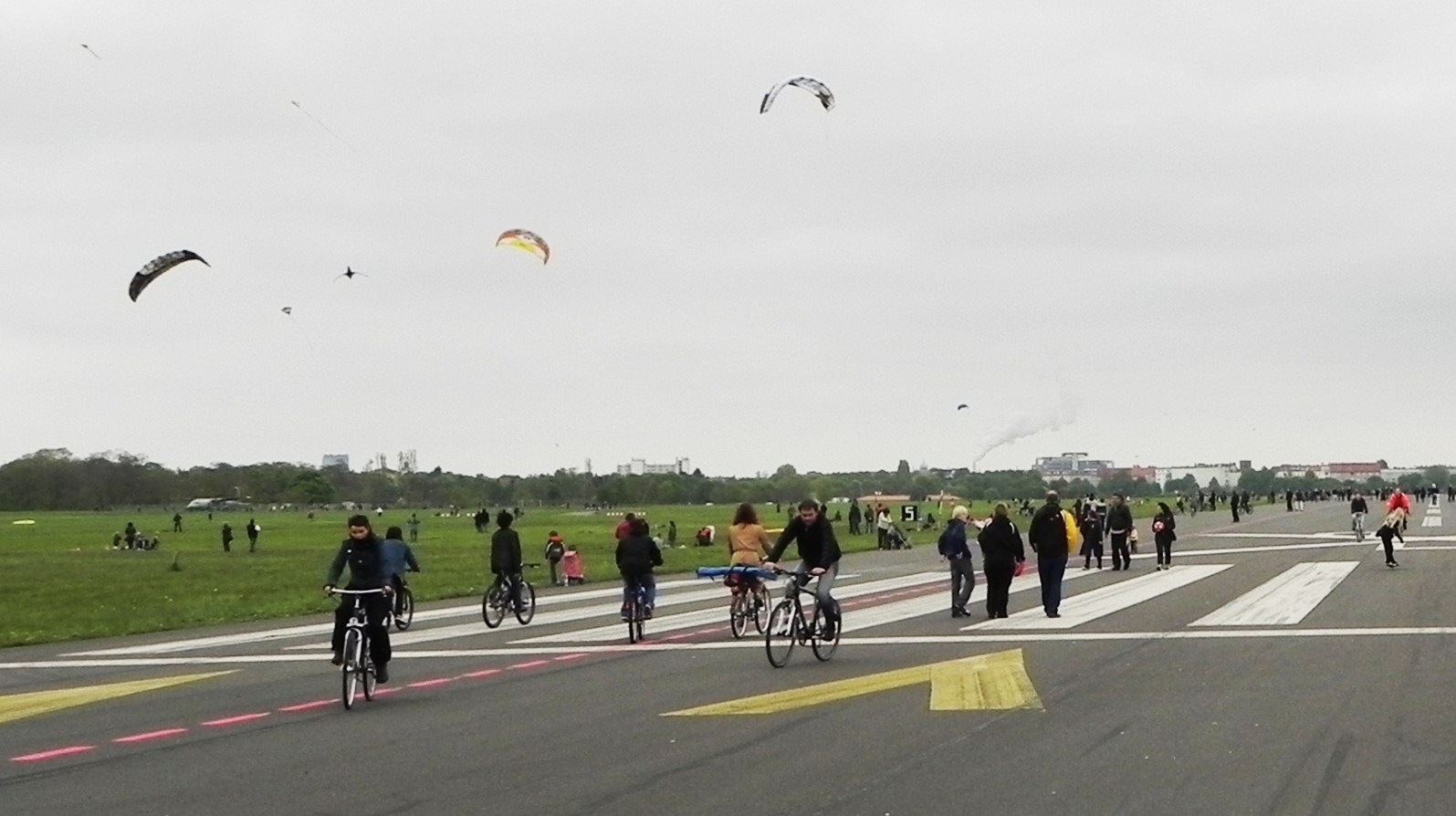
Tempelhofer Park (ehemalige Nordbahn)

### (2011–2014)
Die offiziellen Planungen für den Tempelhofer Park liegen in der Verantwortung des Berliner Senats. Daneben gibt es private Initiativen, die ihre Pläne ebenfalls auf dem Flugfeld verwirklichen wollen, aber vom Senat nicht am Planungsprozess beteiligt werden. Dies führt zu Planungskonflikten. Eine unabhängige vermittelnde Institution, die sich mit der Mediation zwischen diesen beiden Interessengruppen beschäftigt, gibt es bislang noch nicht.
Bis 2012 war geplant, die Internationale Gartenausstellung 2017 auf dem Gelände stattfinden zu lassen. Auf einem Teil des Tempelhofer Parks – am Columbiadamm, an der Oderstraße und am Tempelhofer Damm – sollten nach Plänen des Senats neue Wohnquartiere errichtet werden. Im Süden des Geländes war ein Innovationspark geplant. Zur besseren Erreichbarkeit sollte ein neuer S-Bahnhof das Gelände von Süden her erschließen.
Bis August 2014 sind insgesamt 9,8 Millionen Euro für Planungsleistungen zum Tempelhofer Feld ausgegeben worden. Allein in die Planungen für die Parklandschaft flossen 2,6 Millionen Euro, für den Neubau der Landesbibliothek 2,5 Millionen Euro und für den Wohnungsneubau 1,9 Millionen Euro. Die Bürgerbeteiligung kostete 475.000 Euro.

### Volksentscheid (2014)
Im September 2011 gründete sich im östlich an die Parkfläche angrenzenden Schillerkiez unter dem Titel 100 % Tempelhofer Feld eine Bürgerinitiative mit dem Ziel, die Nachnutzungspläne des Senats im Wege eines Volksbegehrens zu kippen und eine Bebauung des Geländes zu verhindern. Im Folgenden kam es zu Unterschriftensammlungen, die zum Volksentscheid führten, der am 25. Mai 2014 stattfand und bei dem sich 64,3 % der Abstimmenden mit „Ja“ für die Gesetzesvorlage der Initiative 100 % Tempelhofer Feld aussprachen. Bei einer Stimmbeteiligung von 46,1 % machte dies 29,6 % der Stimmberechtigten aus, womit das geforderte Abstimmungsquorum übersprungen wurden. Der vom Abgeordnetenhaus vorgelegte Gegenentwurf wurde hingegen von 59,2 % der Abstimmenden abgelehnt.

### Konzepte und Ideen (ab 2015)
Angesichts des Zuzugs von Flüchtlingen nach Berlin im Rahmen der Flüchtlingskrise in Deutschland 2015/2016 entwickelte der Berliner Senat unter dem Regierenden Bürgermeister Michael Müller im November 2015 Pläne zum Bau eines temporären Containerdorfes für Geflüchtete am Rande des Tempelhofer Feldes. Nach Angaben des Senats handle es sich um eine auf drei Jahre befristete Nutzung bis zum 31. Dezember 2019. Einziehen sollten Geflüchtete aus den Hangars des Flughafens Tempelhof. In einer Bürgerversammlung am 21. Januar 2016 in der früheren Abflughalle des Flughafens mit etwa 1000 Teilnehmern wurde zum Teil heftige Kritik an den verantwortlichen Politikern geübt.
Am 28. Januar 2016 stimmte das Abgeordnetenhaus von Berlin mit Stimmen der SPD und der CDU für eine Teilbebauung des Tempelhofer Felds. Bündnis 90/Die Grünen, Die Linke und die Piratenpartei stimmten gegen den Gesetzesentwurf. Umwelt-Staatssekretär Christian Gaebler (SPD) betonte, dass das Bauverbot dadurch „nicht aufgehoben“ werde und die Bebauung nur auf drei Jahre beschränkt sei. Der SPD-Abgeordnete Daniel Buchholz meinte, dass das Tempelhof-Gesetz grundsätzlich „in die eine oder andere Richtung jederzeit wieder änderbar“ sei.
Im Jahr 2018 lebten die Pläne für eine moderate Randbebauung mit Wohnhäusern wieder auf. Der Senat sieht darin eine Chance, in Zentrumsnähe etwas gegen die wachsende Wohnungsnot in der Stadt zu tun. Der Regierende Bürgermeister Müller formulierte den neuen Vorstoß so: „Tempelhof ist ein riesiges Gebiet, das man nicht für die Stadtentwicklung aufgeben kann. […]“

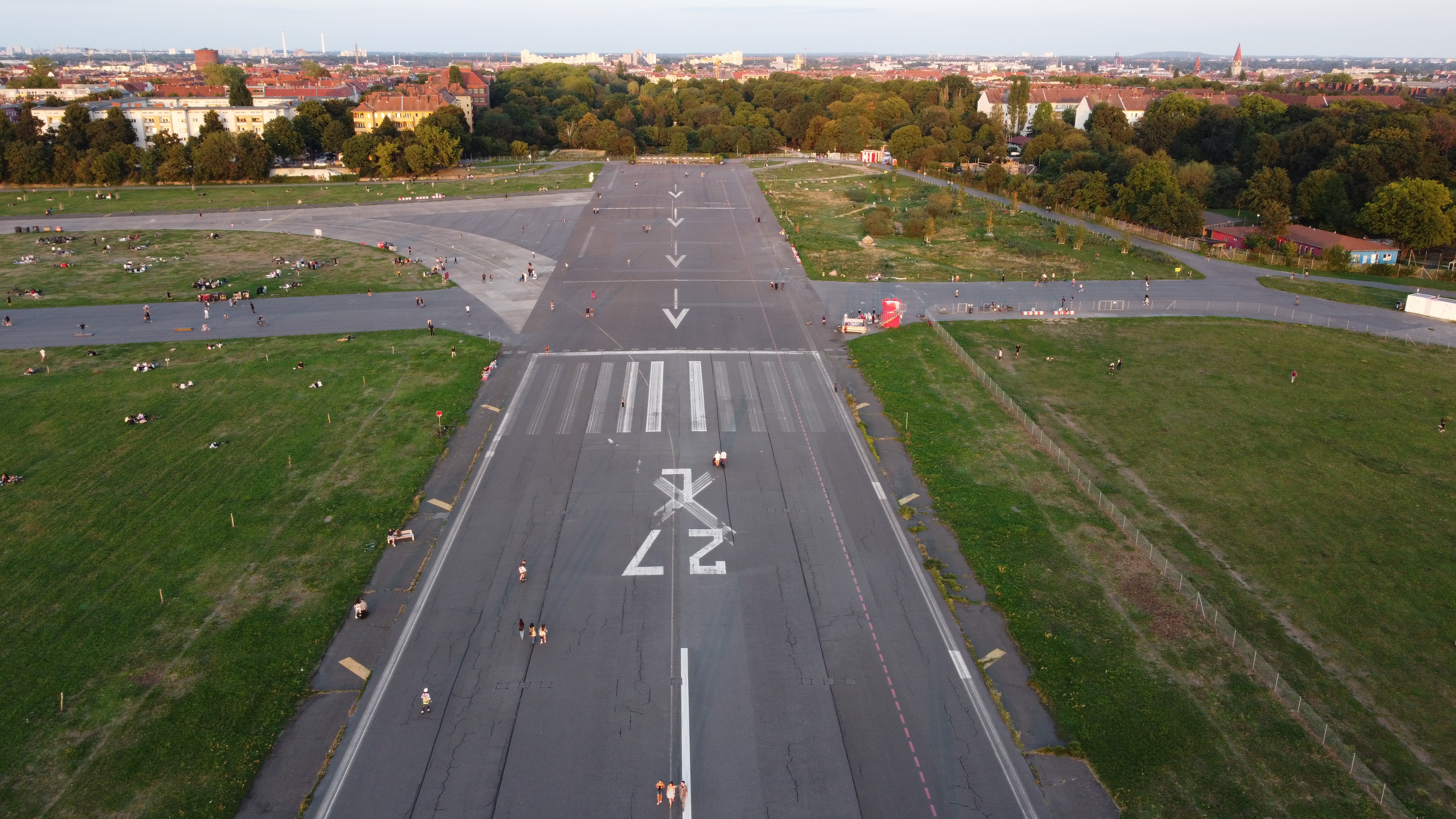
Luftaufnahme der ehemaligen Südbahn, 2022

Im ehemaligen Regenwassersammelbecken (Löschwasserteich) nördlich des Tempelhofer Feldes betreibt das Architektur-Kollektiv raumlabor seit 2018 die Floating University Berlin. Der Komplex soll Experimentierfläche für neue architektonische und bautechnische Prozesse und Konzepte im Zuge von Klimafolgenanpassung und Schwammstadt-Paradigma sein. Das Vorhaben gewann 2021 den Goldenen Löwen der Architektur-Biennale in Venedig.
Seit 2021 entwickelt die Initiative Transformation Haus und Feld Konzepte „für eine nachhaltige Nutzung des Flughafen-Gebäudes und des Tempelhofer Feldes“, beispielsweise in Form von nachbarschaftlichen Begegnungsstätten, Werkstätten und Reallaboren zur Vermittlung von Kunst, Kultur sowie neuen Berufsfeldern und Wirtschaftsweisen. Dabei soll nach eigenen Angaben ein besonderes Augenmerk auf dem Erhalt und der Förderung von urbanen Gemeingütern liegen.